# Johann IX. von Haugwitz

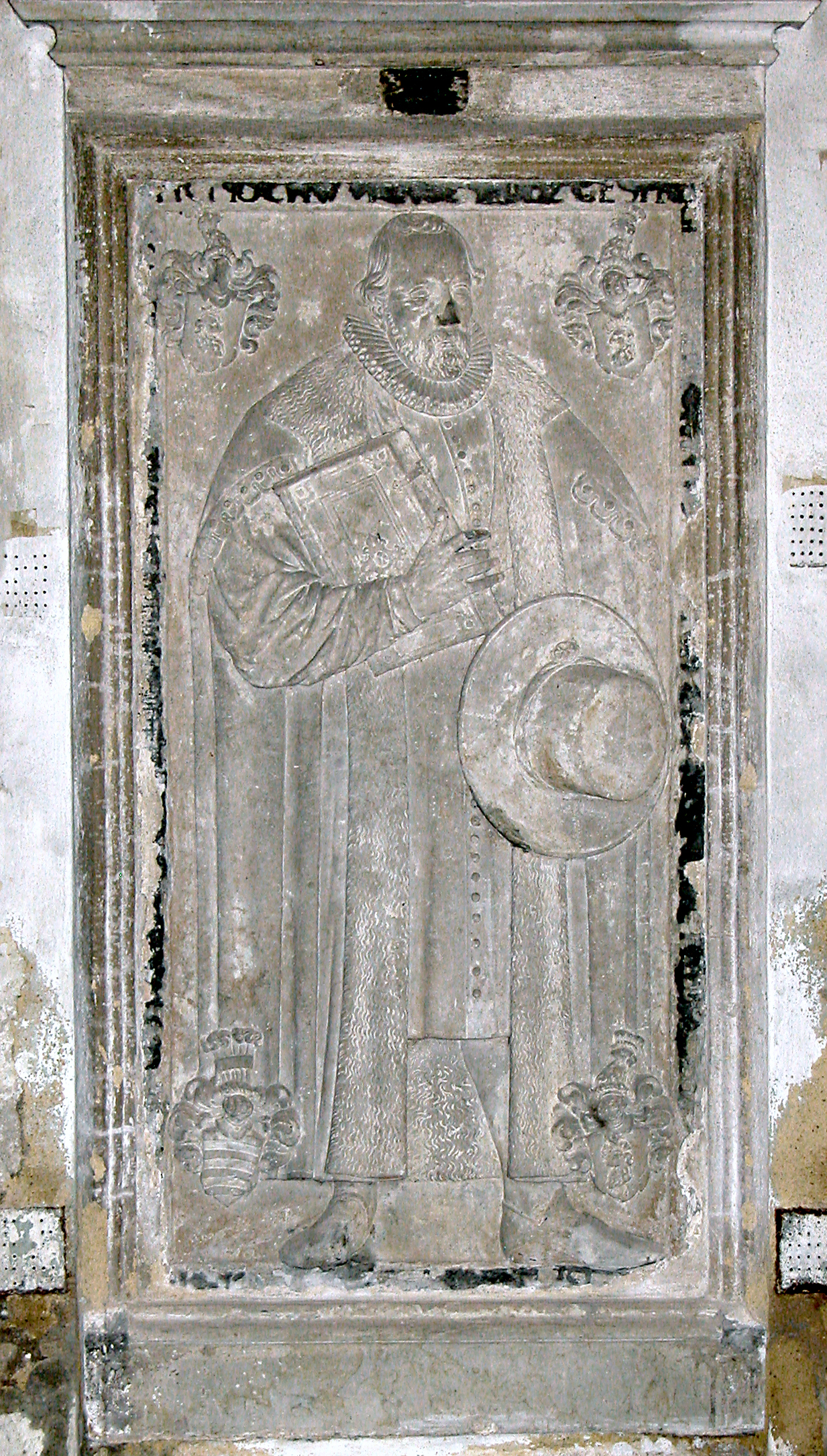
Flachrelief der Grabplatte in Lebensgröße des letzten katholischen Bischof von Meißen, Johannes IX. von Haugwitz in der Stadtkirche von Mügeln.

Johann IX. von Haugwitz (* 29. August 1524 in Thalheim; † 21. Mai 1595 in Mügeln) war von 1555 bis 1559 bzw. 1581 Bischof von Meißen
Johann IX. stammte aus der Familie von Haugwitz, die mehrere hohe geistliche Ämter einnahm. Kurfürst August von Sachsen machte 1555 seine Ernennung zum Bischof von Meißen abhängig von der Duldung der Reformation und dem Tausch des Amtes Stolpen gegen das Amt Mühlberg. Von 1555 bis 1558 führte Johann von Haugwitz gegen Hans von Carlowitz den sogenannten Saukrieg, der die letzte Fehde auf kursächsischem Boden war. Johann verlor diese Fehde und flüchtete nach Prag. Nachdem er sich am 18. Januar 1559 den vermittelnden Kurfürsten unterworfen hatte, konnte er in das Bistum Meißen zurückkehren.
Johann von Haugwitz war der letzte Bischof des als Folge der Reformation protestantisch gewordenen Bistums Meißen. Er ernannte 1559 Johann Leisentrit zum Administrator der verbliebenen katholischen Gebiete. Johann unterzeichnete die Konkordienformel von 1577 und das Konkordienbuch von 1580. Am 20. Oktober 1581 verzichtete der Bischof aufgrund eines Kompetenzstreites um Bautzen auf sein Amt und trat selbst zum protestantischen Glauben über. Er zog nach Mügeln und heiratete 1582 seine erheblich jüngere Nichte Agnes (* 1561; † 10. Oktober 1631 in Dresden), die sich nach seinem Tode mit dem kursächsischen Rat und späteren Amtmann von Stolpen Hans Georg von Wehse verehelichte. Agnes von Haugwitz war die Erbin des bischöflichen Vermögens. In ihrer zweiten Ehe gebar sie vier Töchter. Das Grabmal von Johann IX. befindet sich in der Stadtkirche von Mügeln.